# Кирххайн
Кирххайн (нем. Kirchhain) — город в Германии, в земле Гессен. Подчинён административному округу Гиссен. Входит в состав района Марбург-Биденкопф. Население составляет 16 204 человека (на 31 декабря 2010 года). Занимает площадь 90,92 км². Официальный код — 06 5 34 011.
Город подразделяется на 13 городских районов.

## Экономика
В городе располагается Марбургская обойная фабрика.

## Галерея

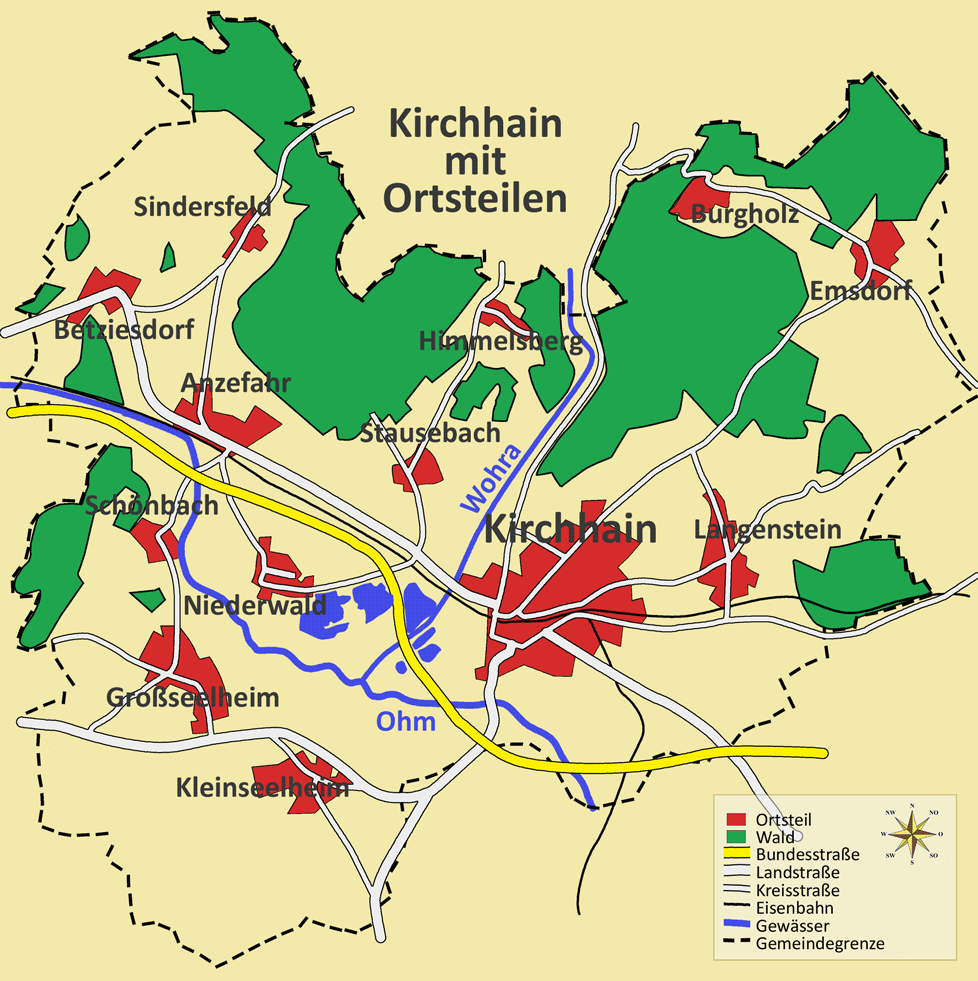
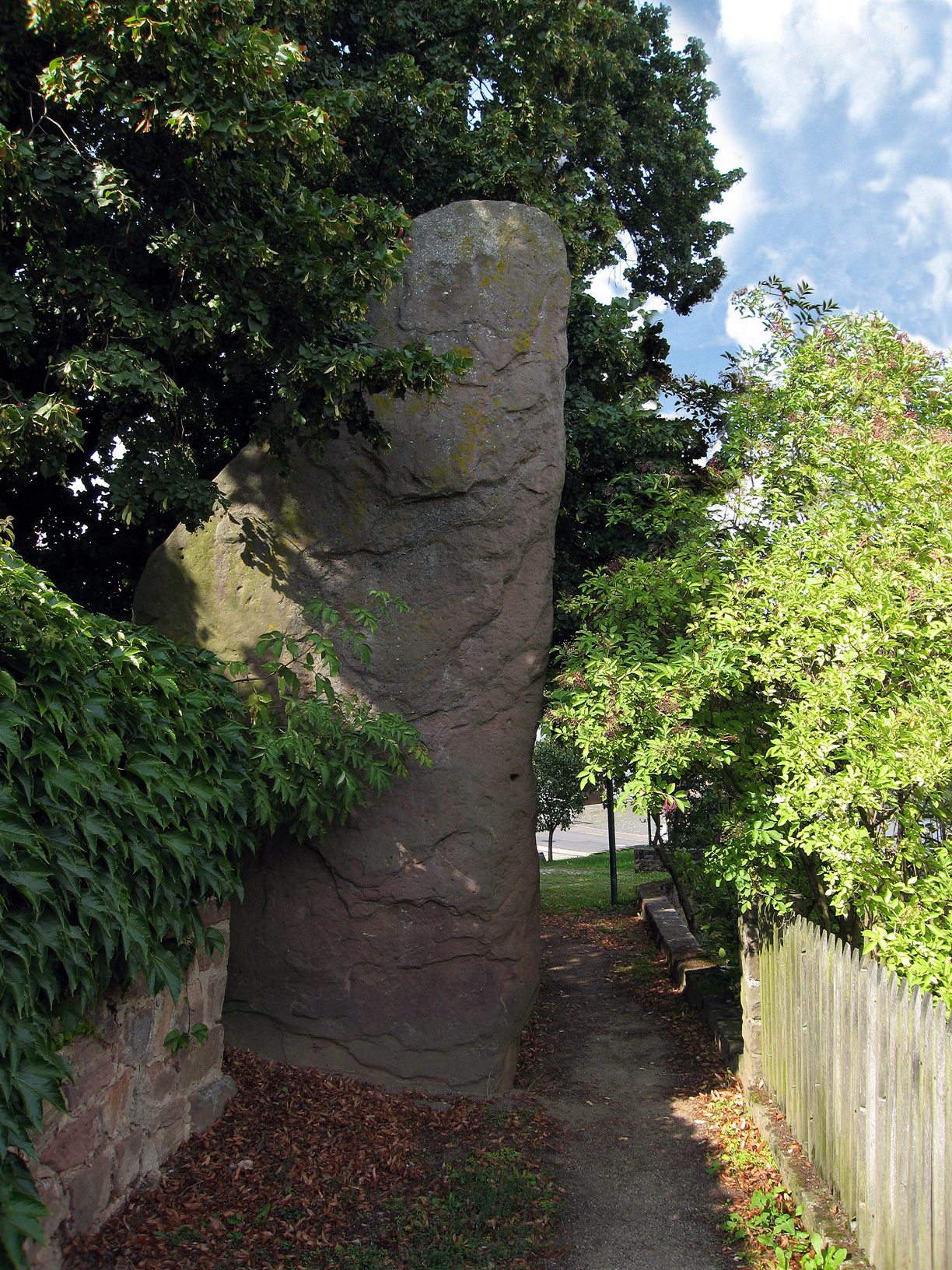
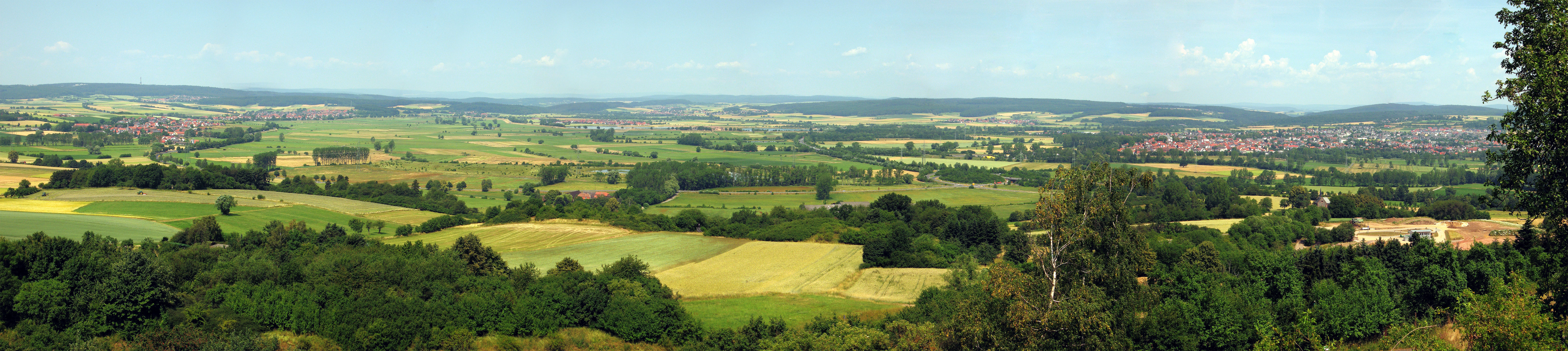
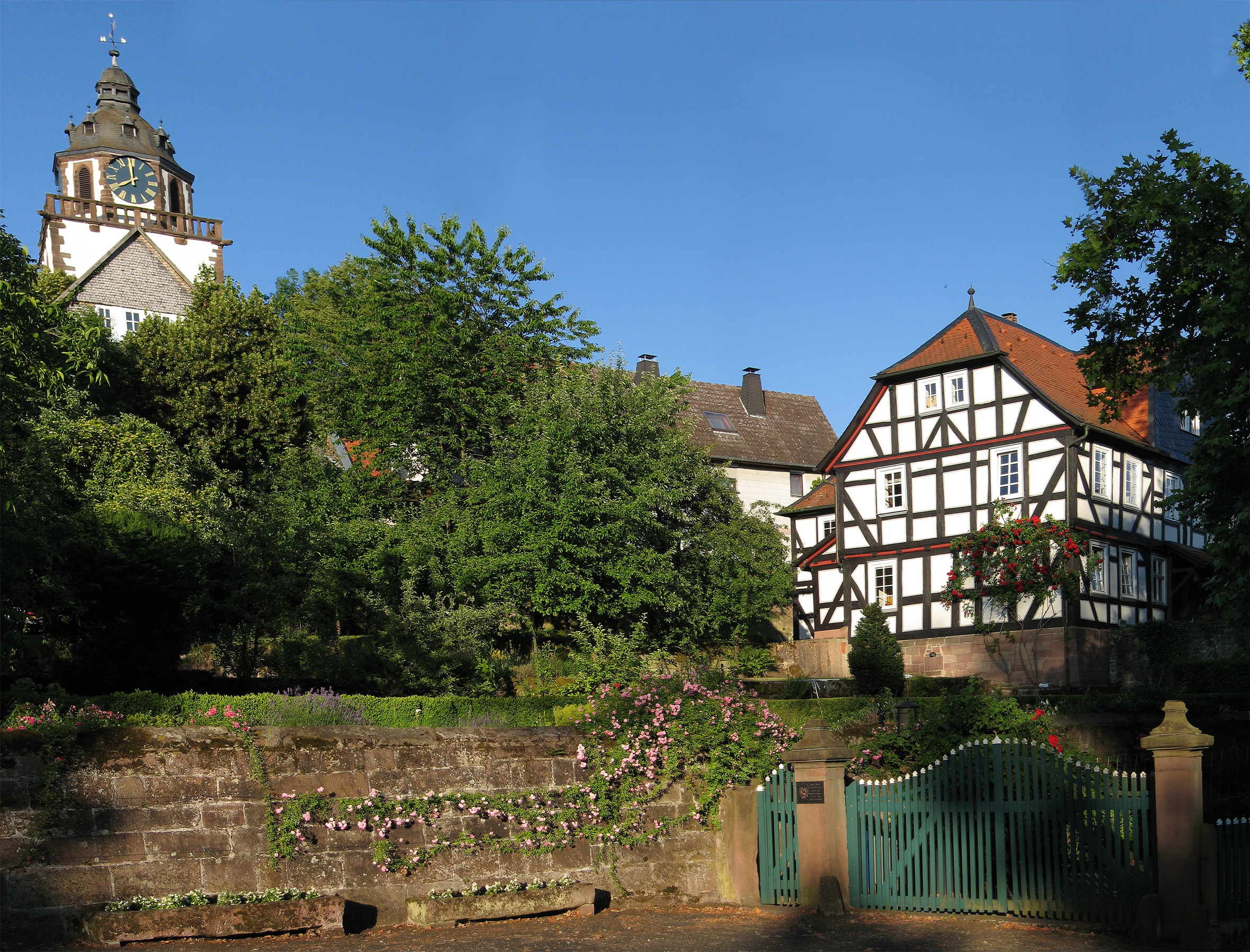
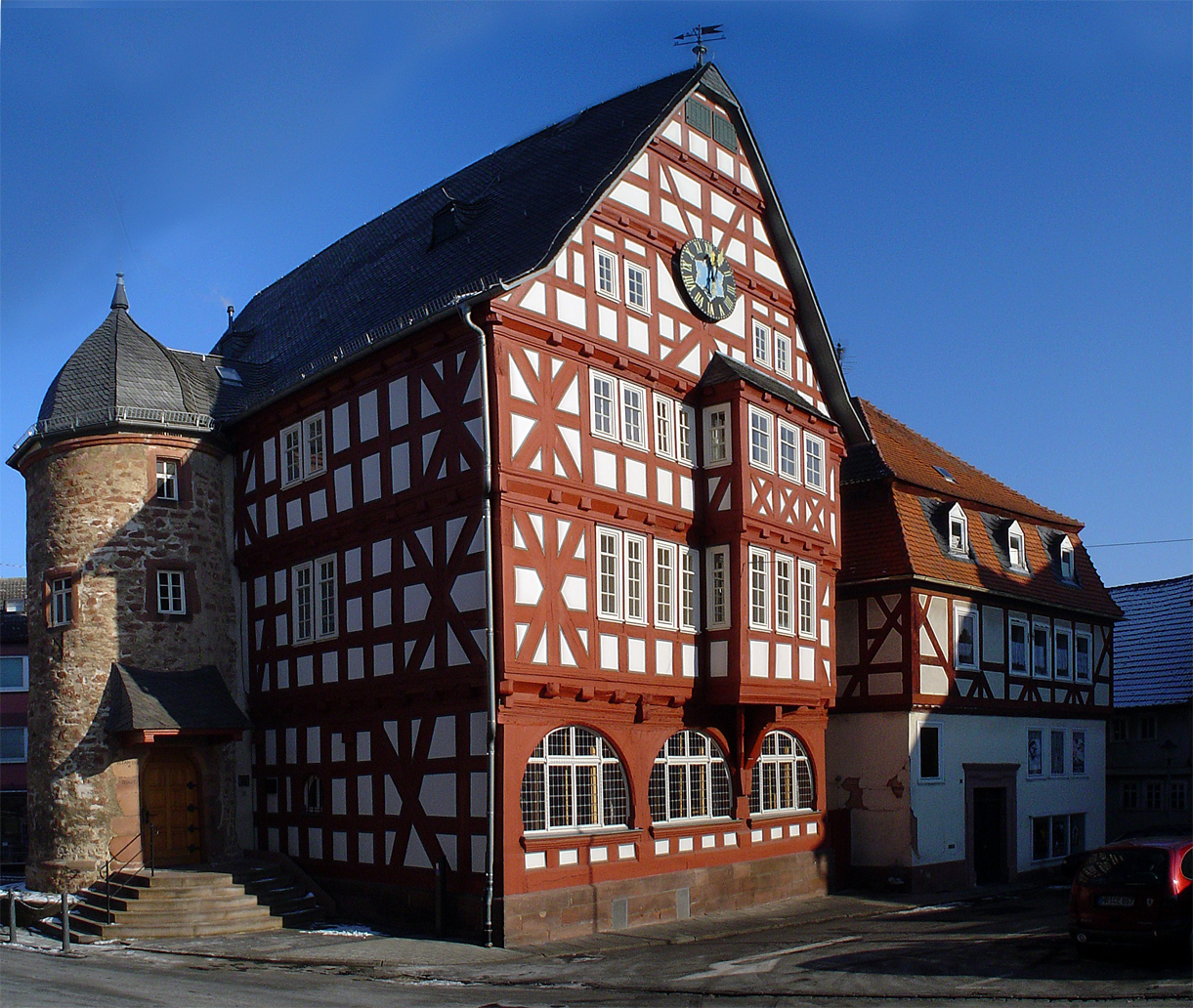
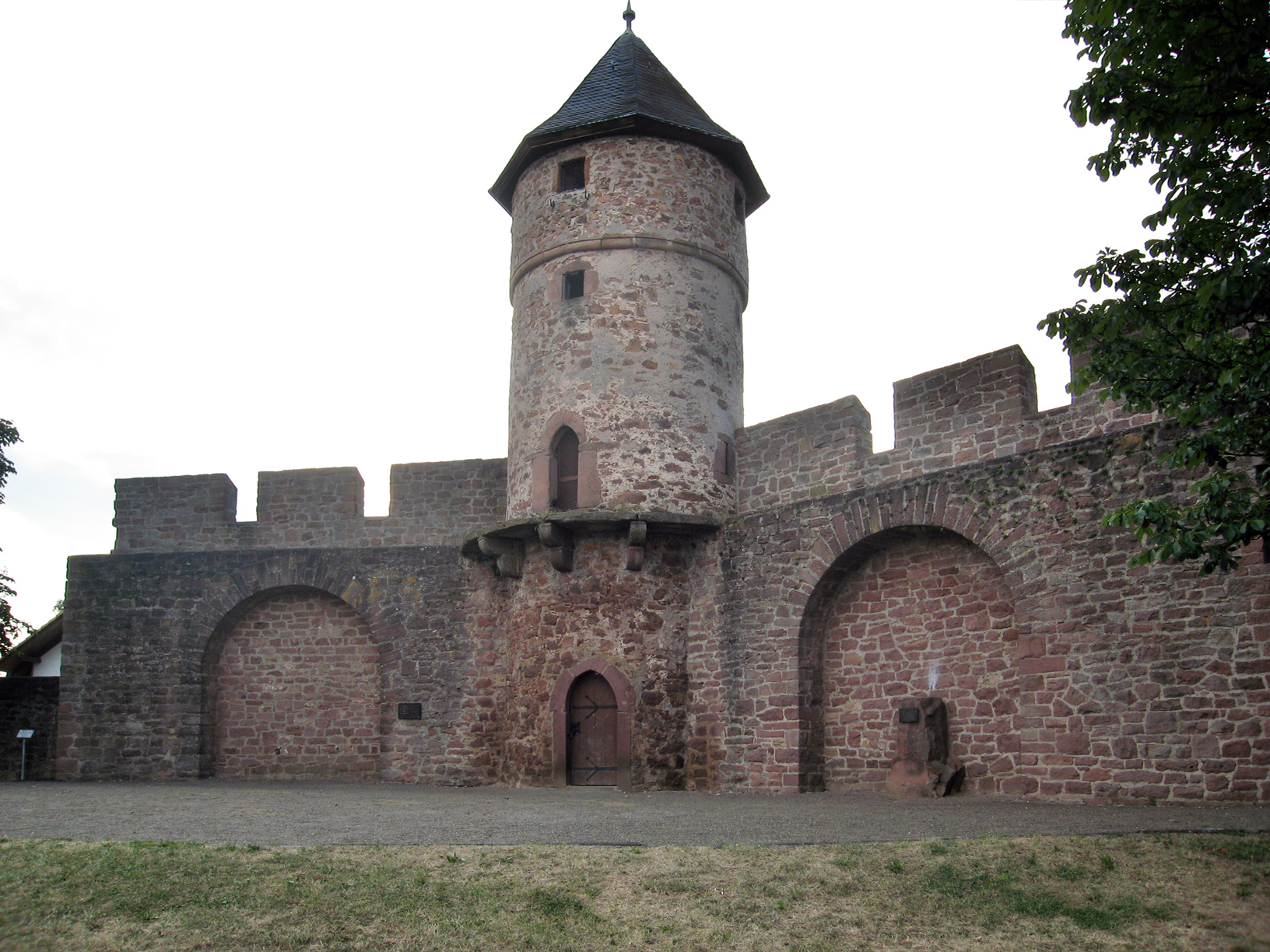
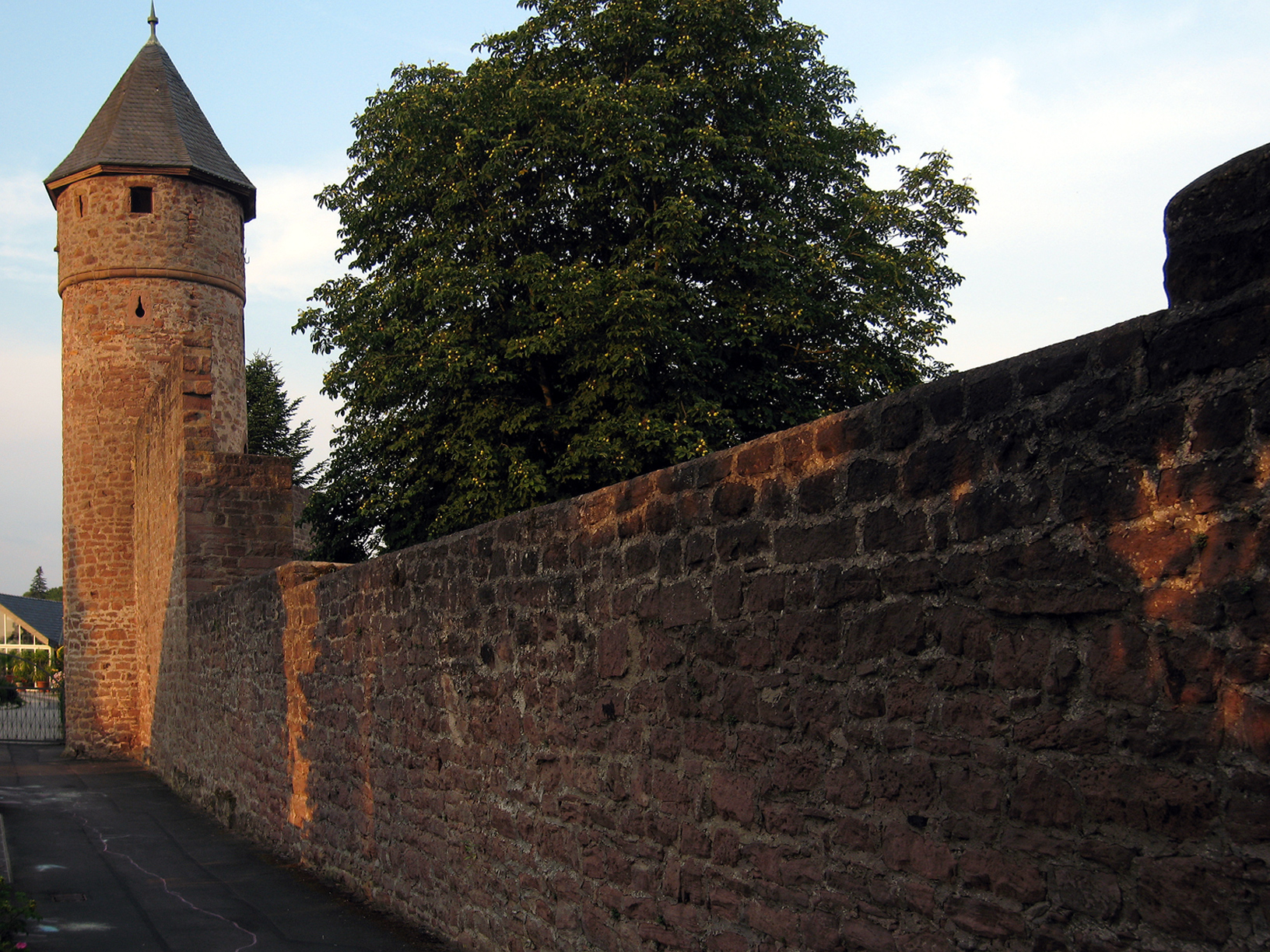
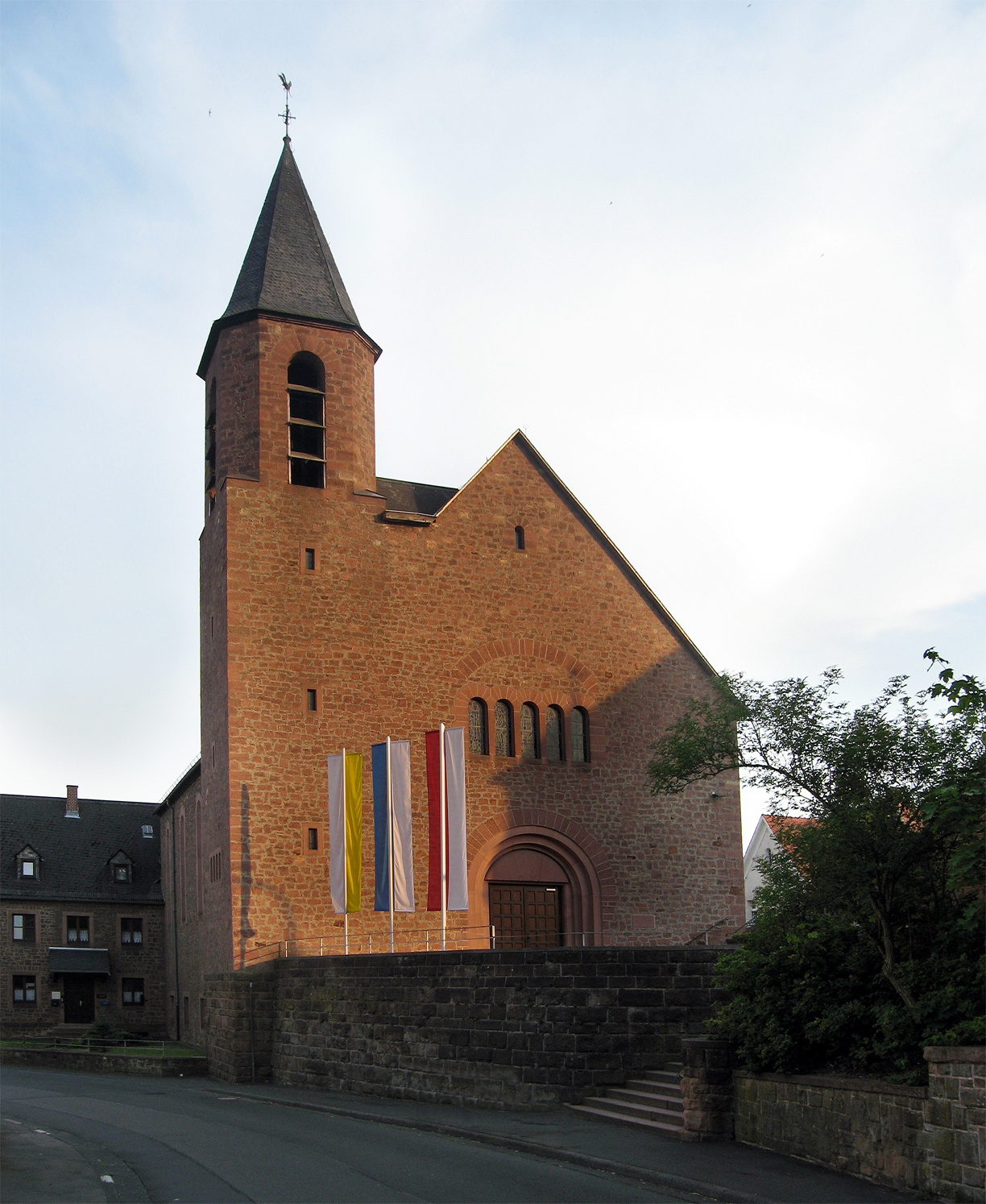